# Ecnomophlebia
Ecnomophlebia es un género es un género de polilla monotípico perteneciente a la familia Geometridae. Su única especie, Ecnomophlebia argyrospila, se encuentra con endemismo en Australia. El género fue descrito por primera vez por Alfred Jefferis Turner en 1941.
La polilla adulta de la especie tiene alas de color marrón claro cubiertas de manchas marrón oscuro. Tiene una envergadura de 3 centímetros (1,2 plg).